# Leskovik
Leskovik je město na jihovýchodě Albánie, od administrativní reformy z roku 2015 součást obce Kolonja. Žije v něm 1525 obyvatel. Nachází se 8 km od řecké hranice pod horou Melesin.
V době Osmanské říše byl Leskovik správním a hospodářským centrem okolní oblasti. V roce 1923 bylo ve městě uvedeno 2300 obyvatel, za druhé světové války tudy procházela fronta a počet obyvatel se snížil na poválečných 1300. Do konce osmdesátých let počet obyvatel vzrostl na 2200 osob, vystěhovalectví po pádu komunistického režimu vedlo k dalšímu vylidňování města. Většina obyvatel se hlásí k muslimské sektě bektašíja, existuje zde také pravoslavná menšina.
V době řecké občanské války zde byla významná základna komunistických jednotek.
Leskovik je lázeňským městem, nedaleko vyvěrá termální pramen Llixhat e Vromoneros.